# Deutsche Bodenkundliche Gesellschaft
Die Deutsche Bodenkundliche Gesellschaft e. V. (DBG) ist eine als gemeinnützig anerkannte Vereinigung von wissenschaftlichen Bodenkundlern und anderen an der Bodenkunde interessierten Personen.

## Struktur und Aufgaben
Sie wurde 1926 in Berlin als Sektion der Internationalen Bodenkundlichen Gesellschaft gegründet. Nach dem Zweiten Weltkrieg erfolgte 1949 die Neugründung in Wiesbaden. Sie hat heute etwa 2100 Mitglieder. Sitz ist seit 2024 Leipzig. Die Jahrestagungen der DBG sind die wichtigste Plattform für den Austausch bodenkundlicher Erkenntnisse im deutschsprachigen Raum und finden alle zwei Jahre statt.
Vorstandsmitglieder für die Jahre 2024 und 2025 sind:
- die Präsidentin Daniela Sauer
- die Vizepräsidenten Einar Eberhardt, Sören Thiele-Bruhn und Doris Vetterlein
- der Wissenschaftliche Geschäftsführer Daniel Schwindt.

Dem erweiterten Vorstand gehören zusätzlich der Altpräsident Karl-Heinz Feger, als Vertreter des Bundesverbands Boden Jens Utermann sowie die Vorsitzenden der Kommissionen an.
Die Gesellschaft verfügt über folgende Kommissionen:
- Bodenphysik und Bodenhydrologie
- Bodenchemie
- Bodenbiologie und Bodenökologie
- Bodenfruchtbarkeit und Pflanzenernährung
- Bodengenetik, Bodensystematik, Bodeninformation
- Bodenschutz und Bodentechnologie
- Bodenmineralogie
- Boden in Bildung und Gesellschaft[2]

Ehrenmitglieder sind (Stand: 5. September 2023) : Manfred Altermann, Winfried Blum, Hans-Peter Blume, Gabriele Broll, Hannes Flühler, Monika Frielinghaus, Tamas Harrach, Rainer Horn, Peter Hugenroth, Immo Lieberoth, Gerhard Milbert, Othmar Nestroy, Karl Stahr, Wolfgang Zech, Jutta Zeitz.
Die eigene Zeitschrift heißt Journal of Plant Nutrition and Soil Science (früher: Zeitschrift für Pflanzenernährung und Bodenkunde) zusammen mit der Deutschen Gesellschaft für Pflanzenernährung heraus. Daneben gibt es die Mitteilungen der Deutschen Bodenkundlichen Gesellschaft, in denen auch die Exkursionsführer und Tagungsbände zu den Jahrestagungen erscheinen. Die Grünen Blätter bringen unter anderem kurzfristige Mitteilungen über Tagungen und Entwicklungen an den bodenkundlichen Instituten. Hinzu kommen als Online-Publikation die Berichte der DBG.
Als Auszeichnungen verleiht der Verein die Emil-Ramann-Medaille sowie den Fritz-Scheffer-Preis und den Ulrich-Babel-Preis.
Die DBG gehört der International Union of Soil Sciences (IUSS) an.
Zusammenarbeit besteht unter anderem mit:
- Bodenkundliche Gesellschaft der Schweiz
- Österreichische Bodenkundliche Gesellschaft